# Уошаки (окръг)
Окръг Уошаки (на английски: Washakie County) е окръг в щата Уайоминг, Съединени американски щати. Площта му е 5809 km², а населението – 8235 души (2016). Административен център е град Уорленд.